# Chip 'n Dale: Rescue Rangers (filme)
Chip 'n Dale: Rescue Rangers (bra: Tico e Teco: Defensores da Lei; prt: Tico e Teco: O Comando Salvador) é um filme de animação, live-action, comédia e ação-aventura americano de 2022. Baseado nos personagens Tico e Teco, é um reboot da série de televisão animada de mesmo nome (1989–90). Dirigido por Akiva Schaffer, e escrito por Dan Gregor e Doug Mand, o filme é estrelado por John Mulaney e Andy Samberg como as vozes do par titular, respectivamente, juntamente com Will Arnett, Eric Bana, Keegan-Michael Key, Seth Rogen, J.K. Simmons e KiKi Layne. É uma co-produção entre a Walt Disney Pictures, os produtores David Hoberman e Todd Lieberman da Mandeville Films, e do grupo The Lonely Island (no qual Schaffer e Samberg fazem parte).
Chip 'n Dale: Rescue Rangers estreou em Orlando em 16 de maio de 2022, e foi lançado nos Estados Unidos em 20 de maio de 2022 através da plataforma de streaming Disney+ como um filme original. Ele recebeu avaliações positivas da crítica, que elogiou sua animação, metacomentários, humor e dublagem, particularmente de Mulaney e Samberg.

## Elenco
- John Mulaney como Tico: 
O líder destemido, otimista, maduro e cofundador dos Rescue Rangers, com um forte padrão moral.[7]
  - Mason Blomberg como Tico jovem
- Andy Samberg como Teco: 
O melhor amigo despreocupado de Tico e cofundador dos Rescue Rangers, que geralmente age antes de pensar. A aparência atual de Teco é retratada com animação por computador fotorrealista, em vez de animação em cel shading, como os outros membros da equipe. Foi explicado no filme que "fazer uma cirurgia em CGI" é o equivalente a uma cirurgia plástica.[7]
  - Juliet Donenfeld como Teco jovem
- Will Arnett como Sweet Pete: 
Uma versão de meia-idade e em excesso de peso de Peter Pan que se tornou um chefe do crime depois de ser demitido devido à sua idade.[12] Sua aparência amalgamada consiste na cabeça de uma versão em CGI de Fat Cat, o arco de Felicia de The Great Mouse Detective, o torso de Peter Pan, o casaco de Long John Silver de Treasure Planet, o braço direito de Shredder de Teenage Mutant Tartarugas Ninja com um blaster de um Bullet Bill da série Super Mario, o braço esquerdo do personagem principal de Wreck-It Ralph, as calças de Mickey Mouse, a perna direita de Woody de Toy Story, e a perna esquerda de Optimus Prime de Transformers.
- Eric Bana como Monterey Jack: 
Um rato australiano amante de queijo e membro dos Rescue Rangers. O personagem foi originalmente dublado por Peter Cullen e Jim Cummings na série original.
- Keegan-Michael Key como Bjornson the Cheesemonger: 
Um capanga fantoche parecido com um Muppet que trabalha para Sweet Pete.[13]
  - Key também dubla um sapo colega de trabalho de Tico.
- Seth Rogen como Bob: 
Um capanga anão Viking de captura de movimento que trabalha para Sweet Pete.
  - Rogen também reprisa seus papéis de voz de Pumba da versão de 2019 de The Lion King, Louva-deus da trilogia Kung Fu Panda, e B.O.B. de Monsters vs. Aliens.
- J. K. Simmons como Capitão Massinha: 
Um capitão de polícia de claymation estilo Gumby que está investigando os casos de personagens de desenhos animados desaparecidos; ele é mais tarde revelado como um capanga de Sweet Pete.[13]
- KiKi Layne como Det. Ellie Steckler: 
Uma oficial novata do LAPD e fangirl ávida dos Rescue Rangers.[13][14][15]
- Tim Robinson como Sonic Feio: 
Uma versão de Sonic the Hedgehog que aparece em seu design original descartado de sua adaptação para o cinema de 2020.[16]
- Flula Borg como DJ Herzogenaurach: Um DJ cobra que é fã de Tico e Teco.
- Dennis Haysbert como Zipper: 
Uma mosca-doméstica e membro dos Rescue Rangers.[12] Ele e Gadget eventualmente se casaram e tiveram filhos após o cancelamento da série.
- Tress MacNeille como Geninha Hackwrench: 
Um rato inventivo e membro dos Rescue Rangers. Ela e Zipper eventualmente se casaram e tiveram filhos após o cancelamento da série. MacNeille reprisa seu papel da série original.[13]
  - MacNeille também dubla a voz do esquilo de Tico (creditado como "high-pitch Chip"), reprisando brevemente seu papel da série original.
- Da'Vone McDonald como Jimmy: Um urso polar capanga em CGI que trabalha para Sweet Pete.
- Chris Parnell como Dave Bollinari: O agente de Teco.[17]

Além disso, Corey Burton reprisa brevemente os dois papéis da voz do esquilo de Teco (creditado como "high pitch Dale") e os zumbidos inteligíveis de Zipper da série original. Jeff Bennett reprisa seu papel como Lumière (que tem sua aparição na versão de 1991 de Beauty and the Beast) de Kingdom Hearts II e atrações de parques temáticos. Liz Cackowski dubla Tigra, que é modelada após sua aparição em The Avengers: United They Stand, e Officer O'hara. Rachel Bloom dubla Linguado da versão de 1989 de The Little Mermaid, Garotos Perdidos de Peter Pan, a mãe de Tico e um Bart Simpson pirata, entre outros personagens. Steven Curtis Chapman dubla Balu da versão de 2016 de The Jungle Book, que se afirma ter sido o mesmo Balu de TaleSpin antes de fazer uma cirurgia em CGI. Charles Fleischer reprisa seu papel como Roger Rabbit. David Tennant reprisa seu papel como Tio Patinhas da versão de 2017 de DuckTales. Alan Oppenheimer dubla He-Man e Esqueleto (reprisando seu papel como o último) do He-Man and the Masters of the Universe original. Jorma Taccone dubla a versão de Batman do Universo Estendido DC, juntamente com outros papéis menores. Apesar de não dublar Monterey Jack no filme, Jim Cummings reprisa seus papéis como Fat Cat da série original, o "braço direito" de Shredder da série animada Teenage Mutant Ninja Turtles de 1987, Bafo de Onça e Darkwing Duck, além de dublar versões piratas de Ursinho Pooh e Tigrão. Gravações de arquivo de Betty Lou Gerson como Cruella de Vil foram usadas para o riso quimérico de Sweet Pete. Akiva Schaffer fornece vozes para vários papéis menores, incluindo E.T. enquanto também interpretava o diretor da série original. Paula Abdul aparece como uma versão rejuvenescida de si mesma junto com MC Skat Kat de seu vídeo para a canção "Opposites Attract", e também dubla uma repórter. Paul Rudd e Vin Diesel fazem participações especiais como eles mesmos. O cocriador original de Rescue Rangers, Tad Stones, aparece como a voz de um executivo do estúdio.
Outros personagens animados dentro do catálogo da Disney que aparecem sem diálogo incluem os Três Porquinhos, o Tapete Mágico da versão de 1992 de Aladdin, Linda Flynn-Fletcher de Phineas and Ferb, The Little House, Doutora Brinquedos, Wynnchel e Duncan de Wreck-It Ralph, e Norton Nimnul, Wart e Mepps da série original. não os Personagens da Disney que aparecem sem diálogos incluem dois dos gatos da adaptação cinematográfica de 2019 do musical Cats de Andrew Lloyd Webber, Mr. Natural de Robert Crumb, Blaster de The Transformers, Mane Six de My Little Pony: Friendship Is Magic, Randy Marsh de South Park, Butt-Head de Beavis and Butt-Head, McGruff the Crime Dog e Detective Florez de Big Mouth.

## Produção

### Desenvolvimento e pré-produção

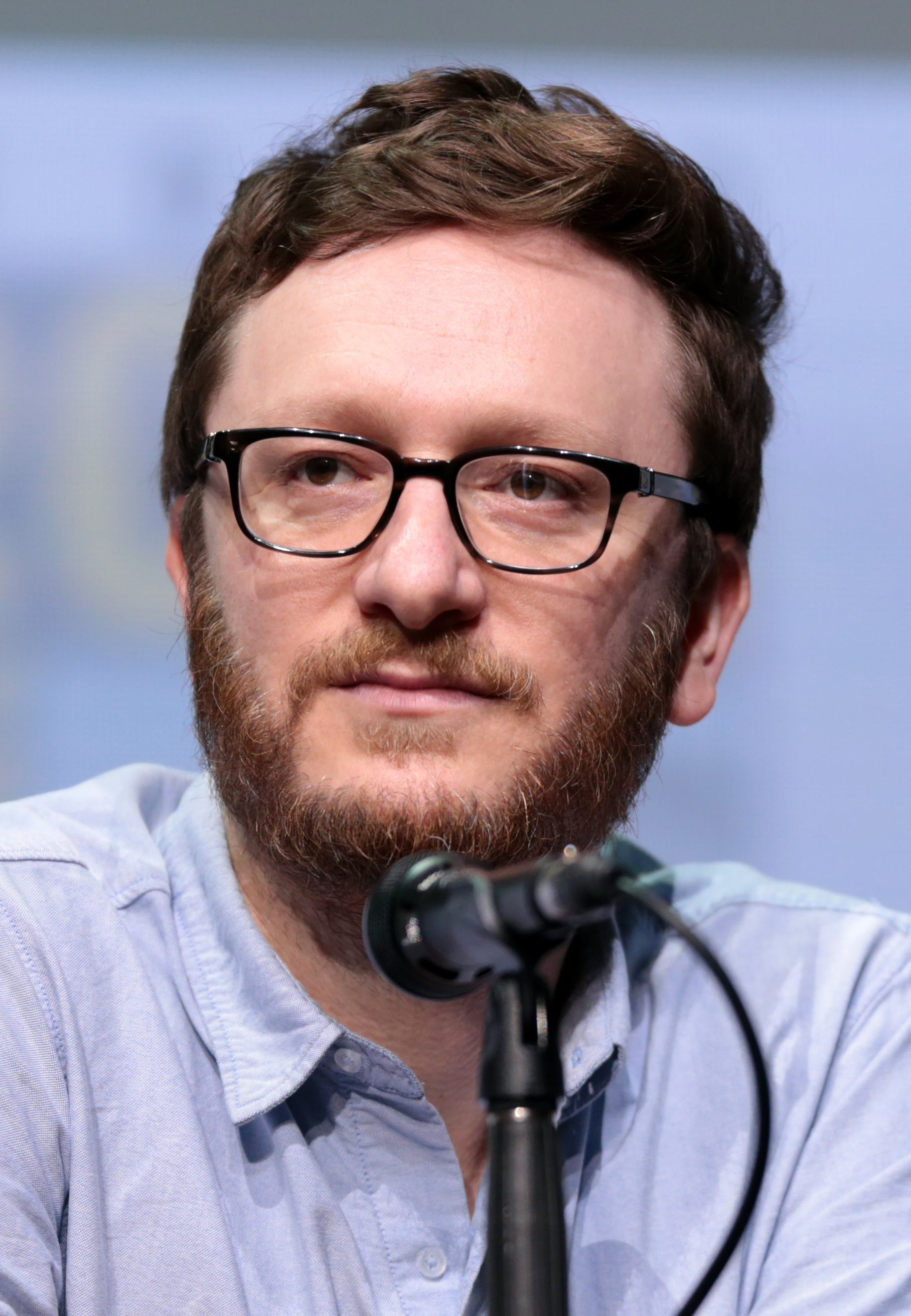
Akiva Schaffer, o diretor do filme

Em 31 de janeiro de 2014, foi anunciado que a The Walt Disney Company estava desenvolvendo um filme live-action baseado na série animada Chip 'n Dale Rescue Rangers, da Disney Afternoon, com efeitos especiais em CGI, de modo semelhante à franquia de filmes Alvin & the Chipmunks, da 20th Century Studios. David Hoberman e Todd Lieberman assinaram para serem os produtores, enquanto que Robert Rugan foi contratado para escrever e dirigir o filme. Teriam seguido uma história de origem para os Rescue Rangers.
Em maio de 2019, Akiva Schaffer fechou um acordo para substituir Rugan como diretor do filme, enquanto que Dan Gregor e Doug Mand se tornaram os novos roteiristas. Eles definiram que queriam seguir uma "meta, algo autorreferencial e legal" sobre os personagens. David Hoberman e Todd Lieberman retornaram como os produtores, e o projeto foi uma coprodução entre a Walt Disney Pictures e a Mandeville Films. Gregor e Mand começaram o novo roteiro como um sucessor espiritual de Who Framed Roger Rabbit, levando em conta as mudanças nas técnicas de animação nas quatro décadas desde que Roger Rabbit foi feito. Eles queriam manter o que eles achavam que fez Roger Rabbit ser bem-sucedido, sendo que o filme "não está falando com os personagens animados [e] reproduzindo de modo real e no topo de sua inteligência". Schaffer disse que eles foram ainda mais influenciados por filmes policiais da década de 1990, como a série Lethal Weapon, com a inclusão de elementos mais cômicos.
Schaffer aceitou em dirigir o filme depois de receber o roteiro de Gregor e Mand; ele concordou devido ao humor autorreferencial do filme, seu amor tanto pela série original quanto por Roger Rabbit, e pelo seu interesse em trabalhar em filmes de animação. O filme apresenta participações especiais de várias propriedades animadas que não são da Disney devido a Schaffer querer que a obra fosse "uma celebração de carta de amor da animação", semelhante a Roger Rabbit, e sentiu que incluir apenas personagens da Disney tornaria o filme "apenas uma celebração [dos filmes de] animação da Disney". Schaffer não queria exagerar em tais participações especiais, seguindo a regra: "Não coloque uma participação especial a menos que seja para conduzir a história ou colocar um botão em uma boa risada". Schaffer usou o exemplo dos policiais com donuts de Wreck-It Ralph, que não apenas serviram como personagens reconhecíveis para o público mais jovem, mas também percebeu que o conceito popular de policiais que adoram comer donuts era uma piada para aqueles que não viram o filme. Empresas que não são da Disney autorizaram através da equipe jurídica da Disney para que seus personagens aparecessem no filme depois que Schaffer garantiu que "não iria tirar sarro de seus personagens".
Schaffer disse que, para o vilão do filme, eles queriam aproveitar a ideia de atores mirins que não podiam continuar atuando como adultos, aplicando isso aos desenhos animados. Schaffer disse que não havia intenção de tirar sarro de nenhum ator específico. A equipe já havia considerado um Charlie Brown adulto, mas acabou selecionando Peter Pan, o que também facilitou o licenciamento. Alguns críticos traçaram paralelos entre o personagem Sweet Pete e Bobby Driscoll, dublador original de Peter Pan no filme de 1953, cuja vida entrou em declínio nos anos seguintes ao papel, levando à sua morte por insuficiência cardíaca causada pelo uso de drogas aos 31 anos em 1968. Esses críticos consideraram que a escolha de Peter Pan, sabendo do destino de Driscoll, pode ter sido de mau gosto.